# Кучава, Каха
Кахабер Кучава (родился 23 сентября 1979 г.) — грузинский политический деятель. Депутат парламента Грузии с 2016 года. Председатель парламента Грузии с 27 апреля по 24 декабря 2021 года.

## Биография
- Горно-геологическая компания «Грузинская медь и золото», генеральный директор (2015—2016)
- АО «Кавказ Минералс», генеральный директор (2012—2016)
- Международная бизнес-организация «Международная торговая палата», член Совета директоров (2011—2015)
- Международная финансовая корпорация (IFC), эксперт корпоративного права (2007—2010)
- Проект USAID «Реформа бизнес-среды», специалист по корпоративному и предпринимательскому праву (2005—2007)
- Агентство морского транспорта Грузии, руководитель юридического отдела (2005)
- Общество Красного Креста Грузии, советник по правовым вопросам (2005)
- Юридическая фирма «Мгалоблишвили, Кипиани, Дзидзигури», старший юрист (2001—2004)
- Общество Красного Креста Грузии, советник по правовым вопросам (2001—2002)

## Семья
Жена — Елизавета Осьминина. Трое детей: сын Николай и дочери Елена и Анна.